# Xecutioner’s Return
Xecutioner's Return (с англ. — «Возвращение палача») — седьмой студийный альбом американской дэт-метал-группы Obituary, вышедший 28 августа 2007 года на лейбле Candlelight Records.

## Об альбоме
Xecutioner's Return — первый альбом Obituary, записанный с гитаристом Ральфом Сантоллой. Примечательно, что группа Obituary носила название Xecutioner ещё до выпуска дебютной работы. Исходя из этого, название Xecutioner's Return можно трактовать как желание группы вернуться к корням своего творчества.

## Список композиций
1. «Face Your God» — 02:56
2. «Lasting Presence» — 02:12
3. «Evil Ways» — 02:57
4. «Drop Dead» — 03:35
5. «Bloodshot» — 03:25
6. «Seal Your Fate» — 02:30
7. «Feel The Pain» — 04:31
8. «Contrast The Dead» — 07:01
9. «Second Chance» — 03:28
10. «Lies» — 03:32
11. «In Your Head» — 04:31
12. «Executioner Returns» — 03:42 (бонус-трек специального бокс-сета)

## Участники записи
- Джон Тарди — вокал
- Ральф Сантолла — соло-гитара
- Тревор Перес — ритм-гитара
- Фрэнк Уоткинс — бас-гитара
- Дональд Тарди — ударные